# Гнев (гміна)
Гміна Гнев (пол. Gmina Gniew) — місько-сільська гміна у північній Польщі. Належить до Тчевського повіту Поморського воєводства. Адміністративний центр — місто Гнев.
Станом на 31 грудня 2011 у гміні проживало 16038 осіб.

## Територія
Згідно з даними за 2007 рік площа гміни становила 194.78 км², у тому числі:
- орні землі: 64.00 %
- ліси: 20.00 %

Таким чином, площа гміни становить 27.92 % площі повіту.

## Населення
Станом на 31 грудня 2011:
| Опис     | Загалом | Загалом | Чоловіки | Чоловіки | Жінки | Жінки |
| -------- | ------- | ------- | -------- | -------- | ----- | ----- |
| одиниця  | осіб    | %       | осіб     | %        | осіб  | %     |
| все      | 16038   | 100     | 8013     | 49.96    | 8025  | 50.04 |
| міське   | 6890    | 100     | 3331     | 48.35    | 3559  | 51.65 |
| сільське | 9148    | 100     | 4682     | 51.18    | 4466  | 48.82 |

## Сусідні гміни
Гміна Гнев межує з такими гмінами: Квідзин, Можещин, Нове, Пельплін, Риєво, Садлінкі, Сментово-Ґранічне, Штум.